# Karmelik

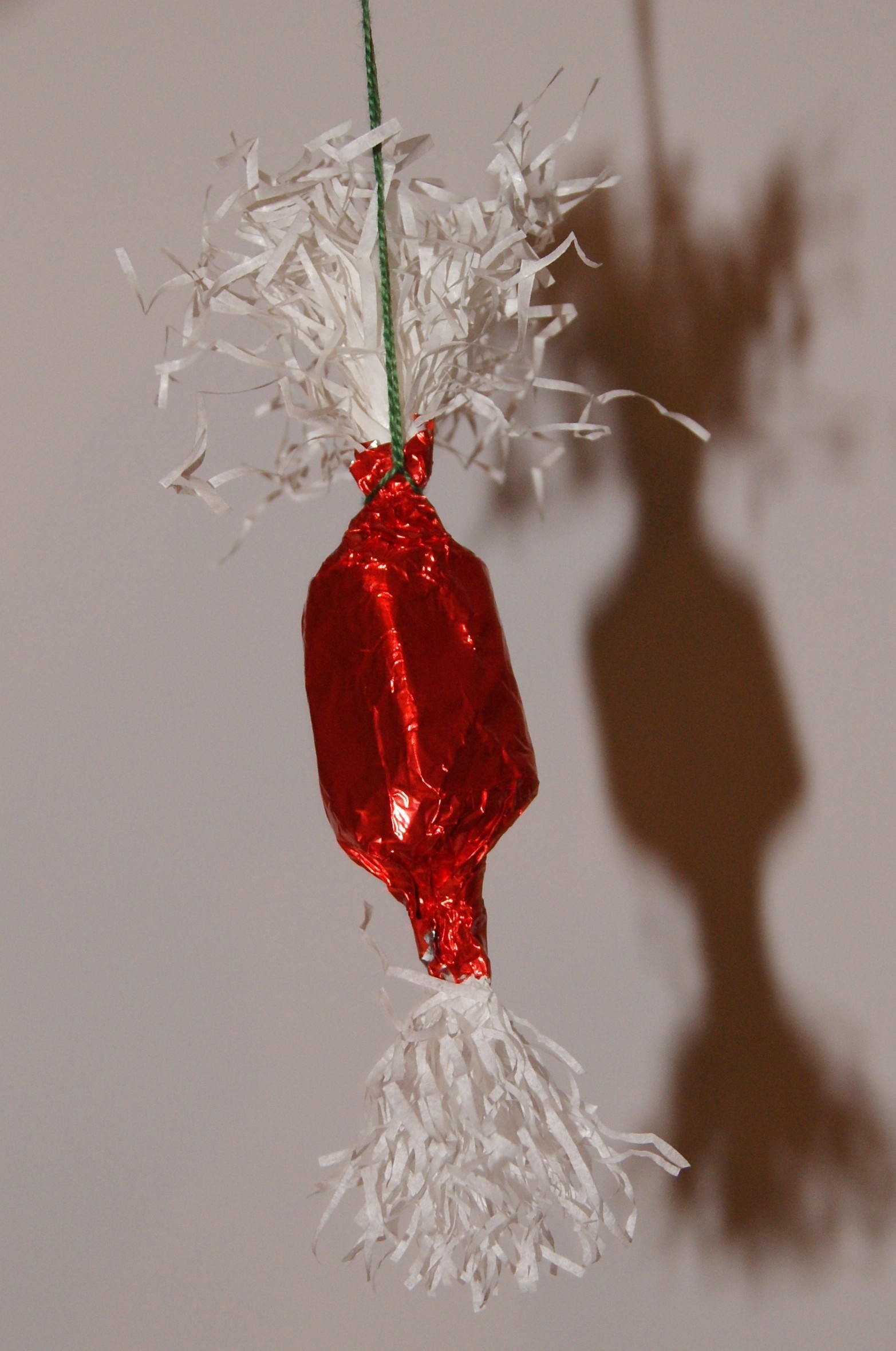
Karmelik

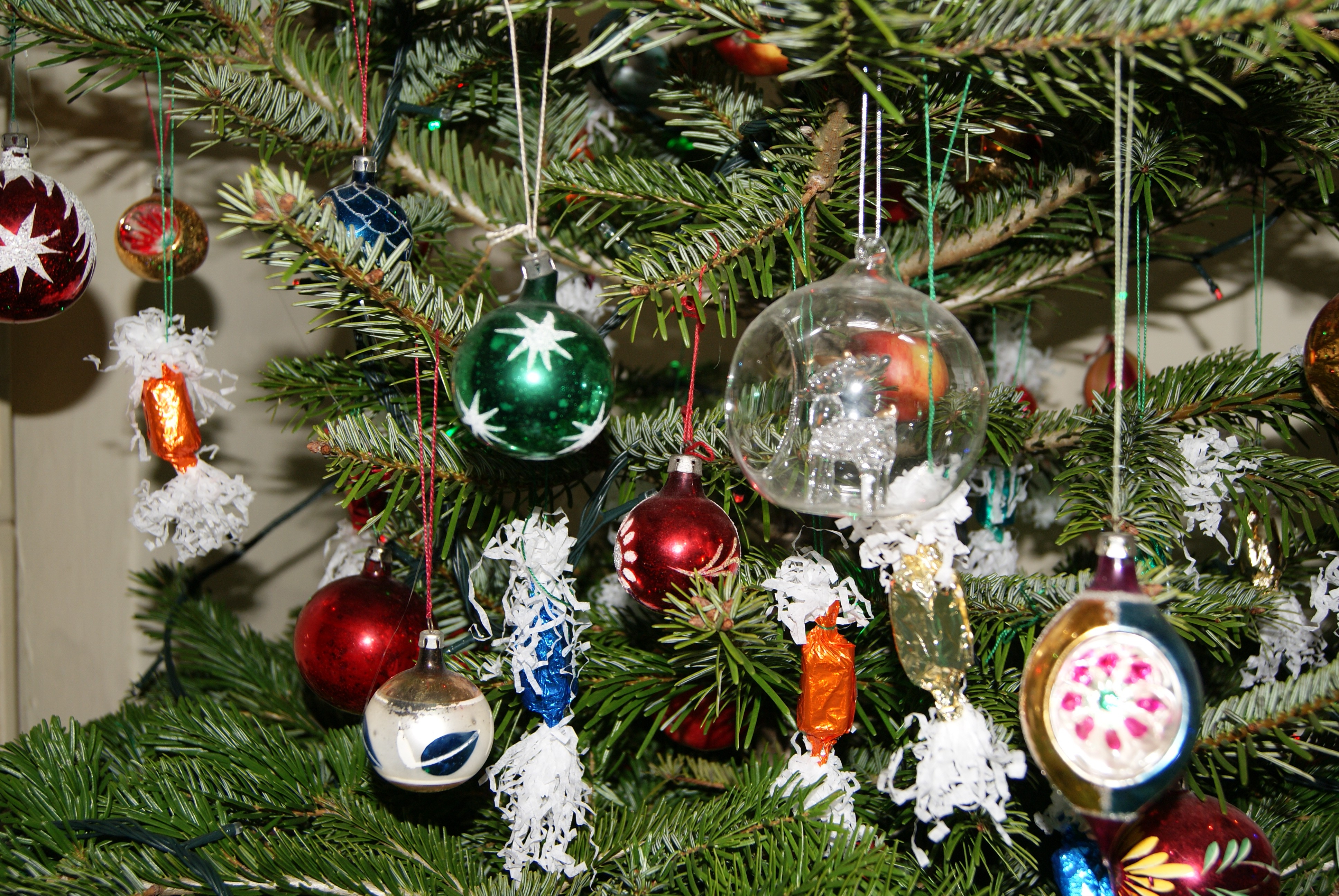
Tradycyjne karmeliki na choince.

Karmelik – ozdoba choinkowa wykonywana ręcznie w południowej Polsce, na którą składa się cukierek owinięty w białą bibułę oraz w kolorowy staniol (cynfolię, folię cynową). Poprzez odpowiednie nacinanie bibuły uzyskuje się charakterystyczne frędzle. Nazwa tej ozdoby używana jest m.in. przez mieszkańców Świątnik Górnych, gdzie tradycyjnie wykonuje się karmeliki w okresie przed świętami Bożego Narodzenia. Wg słownika języka polskiego pod red. Jana Karłowicza, słowo karmelik, karmelek, karmelka czy karmalek oznacza "cukier krystaliczny stopiony, zwykle w tabliczkę ulany z dodatkiem koloru i smaku"